# Le Plessis-Grammoire
Le Plessis-Grammoire è un comune francese di 2 330 abitanti situato nel dipartimento del Maine e Loira nella regione dei Paesi della Loira.

## Società

### Evoluzione demografica
Abitanti censiti